# Allapoderus viridipes
Allapoderus viridipes is een keversoort uit de familie bladrolkevers (Attelabidae). De wetenschappelijke naam van de soort werd in 1966 gepubliceerd door Eduard Voss.